# Kooda
«Kooda» es una canción grabada por el rapero estadounidense 6ix9ine para su mixtape debut Day69 (2018). Fue lanzado comercialmente el 3 de diciembre de 2017 para streaming y descarga digital, a través de ScumGang Records. La canción fue escrita por el mismo 6ix9ine y producida por Koncept P. Alcanzó el puesto número 50 en el Billboard Hot 100 de Estados Unidos.

## Contexto de lanzamiento
"Kooda" es el segundo sencillo de 6ix9ine de su mixtape debut Day69 (2018). La canción hace referencia a ScumGang Records, Xanax, Ruger y Fendi, entre otros. Debutó en el número 61 en el Billboard Hot 100 de Estados Unidos la semana del 23 de diciembre de 2017, y alcanzó su punto máximo en el número 50.

## Vídeo musical
Un video musical que acompaña a la canción se estrenó en WorldStarHipHop a través de su canal oficial de YouTube. Presenta a Tekashi 6ix9ine en las calles del vecindario de Bedford-Stuyvesant en Brooklyn con miembros de las pandillas callejeras Bloods y Crips, en una línea similar al video musical de "Gummo". "Obtuve los mejores videos de Estados Unidos sin presupuesto", proclamó Tekashi 6ix9ine a Mass Appeal en una entrevista. "Estos videos de la industria obtuvieron de 50.000 a 100.000 y yo trabajo con cero dólares".[cita requerida]

## Posicionamiento en listas
| Lista (2017-2018)                      | Mejor posición |
| -------------------------------------- | -------------- |
| Canadá (Canadian Hot 100)              | 58             |
| Eslovaquia (Singles Digitál Top 100)   | 95             |
| Estados Unidos (Billboard Hot 100)     | 50             |
| Estados Unidos (Hot R&B/Hip-Hop Songs) | 20             |
| Estados Unidos (Hot Rap Songs)         | 17             |

| Lista (2018)                           | Mejor posición |
| -------------------------------------- | -------------- |
| Estados Unidos (Hot R&B/Hip-Hop Songs) | 92             |

## Certificaciones
| País           | Organismo certificador | Certificación | Ventas certificadas | Ref.   |
| -------------- | ---------------------- | ------------- | ------------------- | ------ |
| Canadá         | Music Canada           | Oro           | 40 000              | [ 10 ] |
| Estados Unidos | RIAA                   | Oro           | 500 000             | [ 11 ] |